# Euryglossina polita
Euryglossina polita är en biart som beskrevs av Exley 1968. Euryglossina polita ingår i släktet Euryglossina och familjen korttungebin. Inga underarter finns listade i Catalogue of Life.

## Bildgalleri

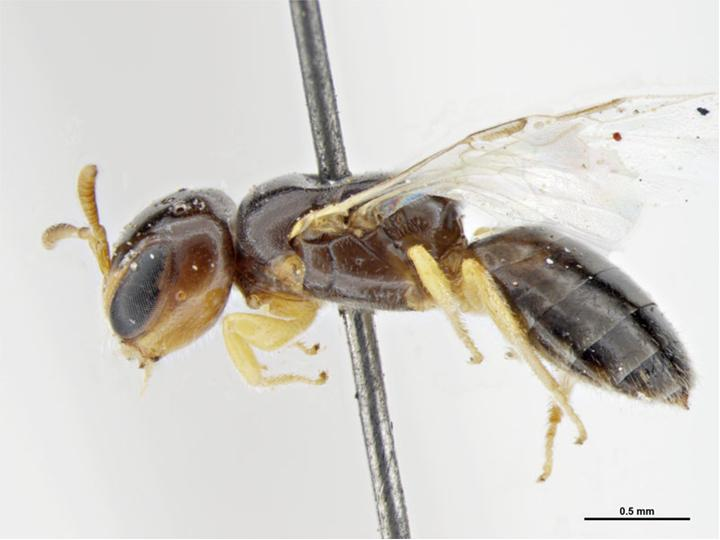
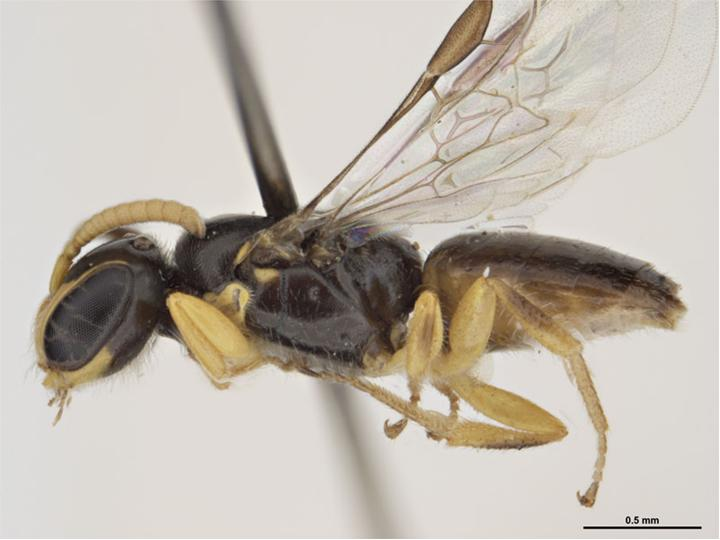